# Superácido

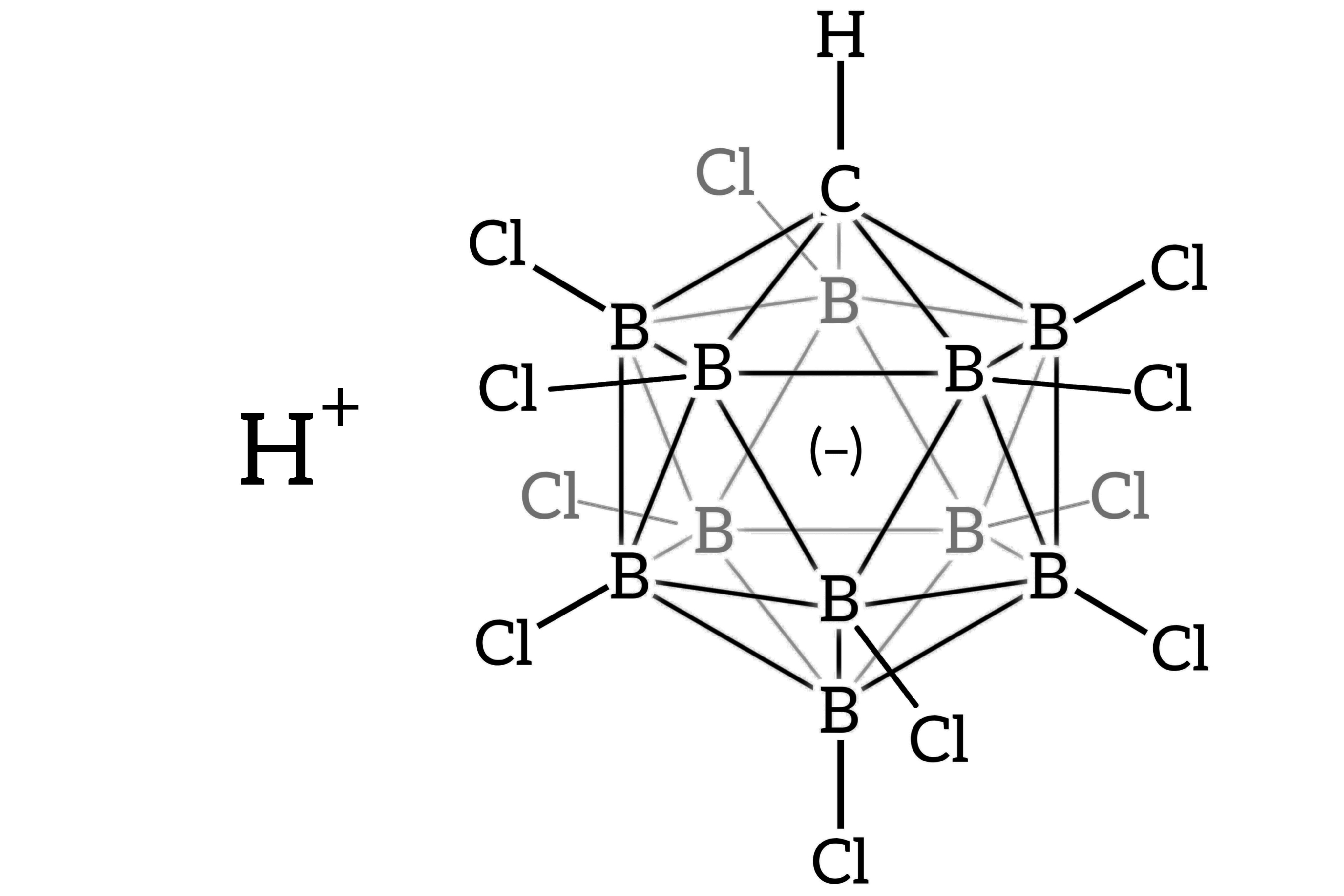
Ácido clorocarborânico, H[CHB_{11}Cl_{11}], um superácido com acidez estimada em mais de 1 milhão de vezes maior do que a do ácido sulfúrico puro.

Em química, um superácido (de acordo com a definição original) é um ácido com acidez maior que a do ácido sulfúrico 100% puro ( H
2SO
4
) , que tem uma função acidez de Hammett (H0) de −12. De acordo com a definição moderna, um superácido é um meio no qual o potencial químico do próton é maior do que no ácido sulfúrico puro.
Alguns superácidos disponíveis comercialmente são o ácido trifluorometanosulfónico (CF3SO3H), também conhecido como ácido tríflico, e o ácido fluorossulfúrico (FSO3H), sendo ambos mais de mil vezes mais ácidos (ou seja, com um valor de H0 mais negativa) que o ácido sulfúrico. Alguns dos superácidos mais fortes são preparam combinando dois componentes: um ácido de Lewis forte e um ácido de Brønsted forte. 
Outro grupo de superácidos, o grupo ácido carborano, contém alguns dos ácidos mais fortes conhecidos, os quais são também os ácidos monocomponentes (ou seja, uma única substância em si, e não uma mistura de ácidos de Brønsted e Lewis) mais fortes, excedendo em mais de 1 milhão de vezes a acidez do ácido sulfúrico. 
Finalmente, quando tratados com ácido anidro, as zeólitas (minerais de aluminossilicato microporosos) conterão sítios superácidos dentro de seus poros. Esses materiais são usados em grande escala pela indústria petroquímica na atualização de hidrocarbonetos para fazer combustíveis. [carece de fontes?]

## História
O termo superácido inicialmente proposto por James Bryant Conant em 1927 para descrever ácidos mais fortes do que os ácidos minerais convencionais. Esta definição foi refinada por Ronald Gillespie em 1971, como qualquer ácido com um valor de H0 menor que o do ácido sulfúrico 100% (−11,93). George A. Olah preparou o chamado "ácido mágico", assim chamado por sua capacidade de atacar hidrocarbonetos, misturando pentafluoreto de antimônio (SbF
5
) e ácido fluorossulfônico (FSO
3H
). O nome foi cunhado depois que uma vela foi colocada em uma amostra de ácido mágico após uma festa de Natal. A vela se dissolveu, mostrando a capacidade do ácido de protonar alcanos, que em condições ácidas normais não protonam em nenhuma extensão. George A. Olah recebeu o prêmio Nobel de Química en 1994 graças a suas investigações em superácidos e seu uso na observação direta de carbocátions.
Olah demonstrou que a 140 °C, o FSO3H-SbF5 converte o metano no carbocátion tert-butilo, uma reação que inicia-se com a protonação do metano:
CH4  +  H+  →  CH5+
CH5+  →  CH3+  +  H2
CH3+  +  3 CH4  →  (CH3)3C+  +  3 H2
Usos comuns de superácidos incluem fornecer um ambiente para criar, manter e caracterizar carbocátions. Esses íons de carbono são intermediários em inúmeras reações úteis, como aquelas que formam plásticos e na produção de gasolina de alta octanagem.

## Origem da força ácida extrema

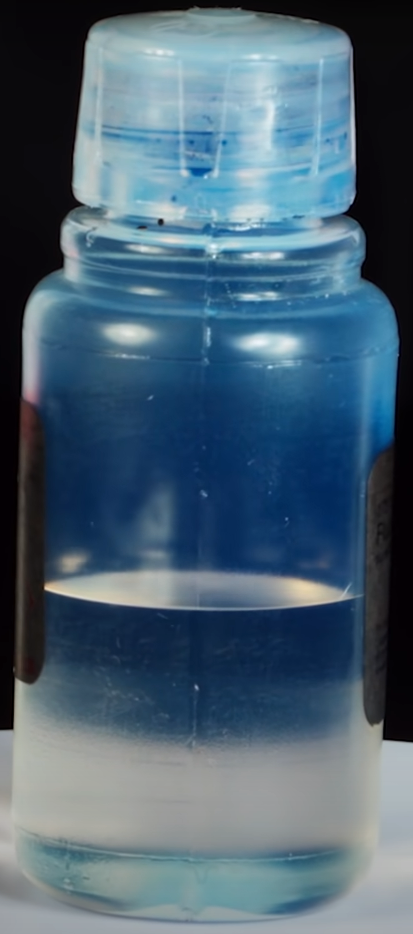
Recipiente contendo ácido fluoroantimônico.

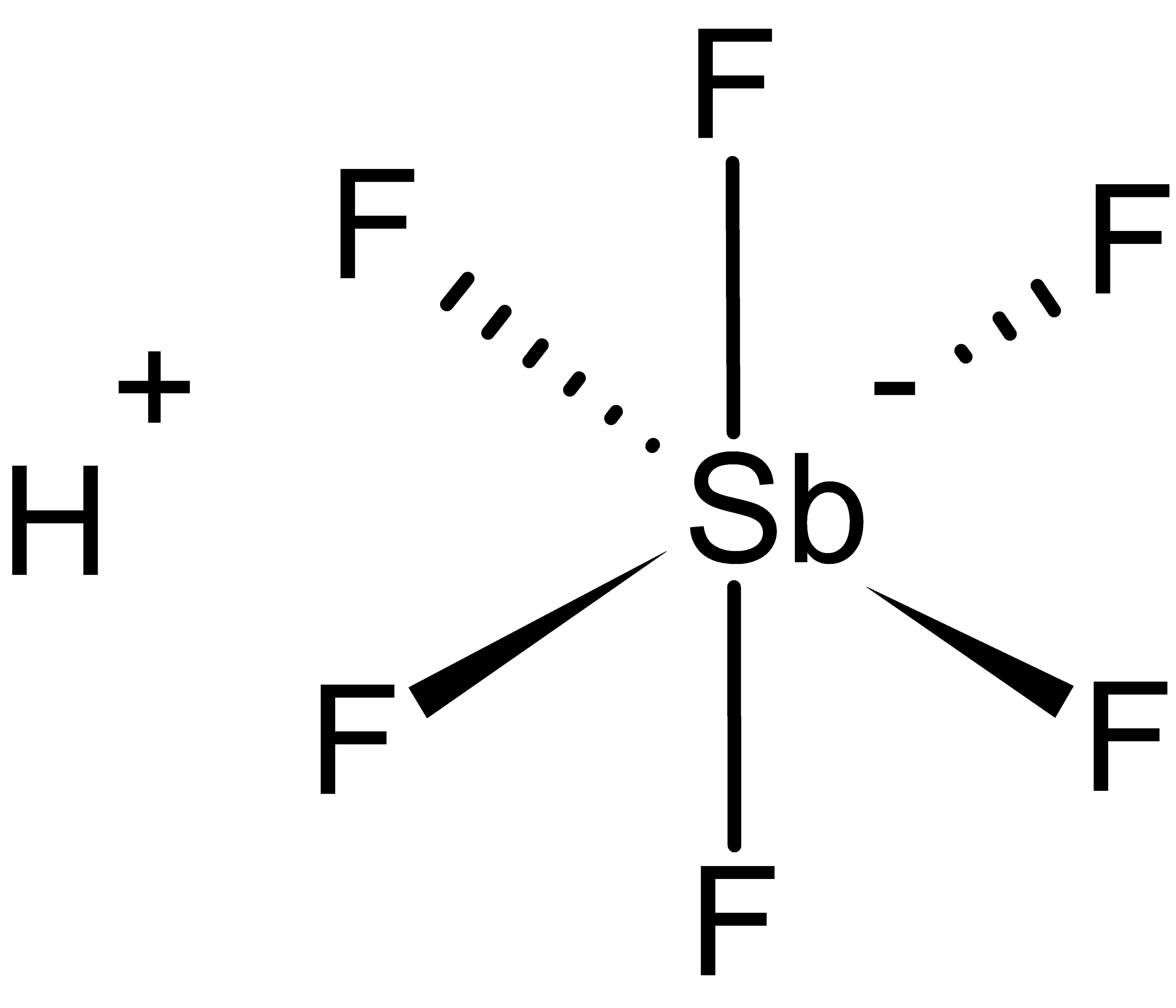
Estrutura do ácido fluoroantimônico, o ácido mais forte conhecido que pode ser isolado em fase condensada.

Tradicionalmente, os superácidos são feitos misturando um ácido de Brønsted com um ácido de Lewis. A função do ácido de Lewis é ligar-se e estabilizar o ânion que é formado após a dissociação do ácido de Brønsted, removendo assim um aceitador de prótons da solução e fortalecendo a capacidade de doação de prótons da solução. Por exemplo, ácido fluoroantimônico, nominalmente (H
2F[SbF
6]
), pode produzir soluções com um H0 abaixo de –28, dando-lhe uma capacidade de protonação mais de um bilhão de vezes maior que o ácido sulfúrico a 100%. O ácido fluoroantimônico é feito pela dissolução do pentafluoreto de antimônio (SbF
5
) em fluoreto de hidrogênio anidro (HF). Nessa mistura, o HF libera seu próton (H+) concomitantemente com a ligação de F− pelo pentafluoreto de antimônio. O ânion resultante (SbF
6
−) desloca a carga efetivamente e segura firmemente seus pares de elétrons, tornando-o um nucleófilo e base de Lewis extremamente pobres . A mistura deve sua acidez extraordinária à fraqueza dos aceitadores de prótons (e doadores de pares de elétrons) (bases de Brønsted ou Lewis) em solução. Por causa disso, os hidrogênios ácidos no ácido fluoroantimônico e outros superácidos estão ligados de forma extremamente fraca na estrutura do superácido, estando na iminência de ocorrerem como cátions H+ livres, sendo assim popularmente descritos como "prótons nus", sendo prontamente doados para bases de Lewis ou até mesmo a substâncias que normalmente não são consideradas aceitadoras de prótons, como as ligações C–H de hidrocarbonetos. No entanto, mesmo para soluções superácidas, apesar da ligação extremamente fraca do hidrogênio na estrutura superácida, os prótons na fase condensada estão longe de serem não ligados. Por exemplo, no ácido fluoroantimônico, eles estão ligados a uma ou mais moléculas de fluoreto de hidrogênio. Embora o fluoreto de hidrogênio seja normalmente considerado um aceitador de prótons excepcionalmente fraco (embora um pouco melhor do que o ânion SbF 6−), a dissociação de sua forma protonada, o íon fluorônio H
2F
+ para HF e o H+ verdadeiramente nu ainda é um processo altamente endotérmico (ΔG° = +113 kcal/mol), e imaginar o próton na fase condensada como sendo "nu" ou "não ligado", como partículas carregadas em um plasma, é altamente impreciso e enganoso.
Mais recentemente, os ácidos carborânicos foram preparados como superácidos de componente único que devem sua força à extraordinária estabilidade do ânion carborano, uma família de ânions estabilizados pela aromaticidade tridimensional, bem como pelos grupos fortemente retirantes de elétrons tipicamente ligado a eles. Um exemplo desse tipo de composto é o ácido clorocarborânico, H[CHB
11Cl
11]
.
Nos superácidos, o próton é transportado rapidamente de um aceptor de prótons para outro por meio de um túnel através de uma ligação de hidrogênio por meio do mecanismo de Grotthuss, assim como em outras redes de ligações de hidrogênio, como água ou amônia.

## Aplicações
Em petroquímica, meios superácidos são usados como catalisadores, especialmente para alquilações. Catalisadores típicos são óxidos sulfatados de titânio e zircônio ou alumina ou zeólitas especialmente tratadas. Os ácidos sólidos são usados para alquilar benzeno com eteno e propeno, bem como acilações difíceis , por exemplo, de clorobenzeno. Em Química Orgânica, superácidos são usados como um meio de protonar alcanos para promover o uso de carbocátions in situ durante as reações. Os carbocátions resultantes são de grande utilidade na síntese orgânica de vários compostos orgânicos, a alta acidez dos superácidos ajuda a estabilizar os carbocátions altamente reativos e instáveis para reações futuras.

## Exemplos
A seguir estão alguns exemplos de superácidos. Cada um é listado com sua função de acidez de Hammett, onde um valor menor de H0 (nesses casos, mais negativo) indica um ácido mais forte.
- Íon heliônio (HeH+, H0 = -63)
- Ácido fluoroantimônico (HF:SbF
5

, H0 = -28)
- Ácido mágico (HSO
3F

:SbF
5
, H0 = −23)
- Ácido triflídico (CH(CF
3SO
2)
3

, H0 = −18,6)
- Ácidos carborânicos (H[HCB
11X
11]

, H0 ≤ −18, determinados indiretamente e dependem de substituintes)
- Ácido fluorobórico (HF:BF
3

, H0 = −16,6)
- Ácido bistriflimídico (NH(CF
3 SO
2)
2

, H0 = -15,8. [11] Valor estimado calculado a partir dos valores de pKa em 1,2-dicloroetano em comparação com o ácido triflico)
- Ácido fluorossulfúrico (FSO
3H

, H0 = −15,1)
- Fluoreto de hidrogênio anidro (HF, H0 = −15,1) [12]
- Ácido tríflico (HOSO
2CF
3

, H0 = −14,9)
- Oleum (SO
3

:H
2SO
4
, H0 = −14,5) [13]
- Ácido perclórico (HClO
4

 , H0 = −13)
- Ácido sulfúrico (H
2SO
4

, H0 = −11,9)